# The Lucky One
A The Lucky One (magyarul: A szerencsés) Uku Suviste észt énekes dala, mellyel Észtországot képviselte a 2021-es Eurovíziós Dalfesztiválon Rotterdamban. A dal 2021. február 6-án, a észt nemzeti döntőben, az Eesti Laulban megszerzett győzelemmel érdemelte ki a dalversenyen való indulás jogát.

## Eurovíziós Dalfesztivál
2020. február 29-én vált hivatalossá, hogy az észt műsorsugárzó által megszervezett nemzeti döntő alatt megszerzett győzelemmel a Uku Suvistét választották ki a nézők és a szakmai zsűri az ország képviseletére a 2020-as Eurovíziós Dalfesztiválon. Március 18-án az Európai Műsorsugárzók Uniója bejelentette, hogy 2020-ban nem tudják megrendezni a versenyt a COVID–19-koronavírus-világjárvány miatt. Az észt műsorsugárzó jóvoltából az énekes automatikusan nem kapott helyet kapott az ország 2021-es nemzeti válogatójában. Az énekes végül újra jelentkezett a versenyre, új dalát pedig beválogatták a mezőnybe. A dalt az észt nemzeti válogatóban először a február 20-án megrendezett második elődöntőben adták elő. Az elődöntőből harmadik helyezettként jutott tovább a döntőbe. Március 6-án az énekes alábbi dalát választották ki a nézők a 2021-es Eesti Laul nemzeti döntőben, amellyel képviseli hazáját az elkövetkezendő Eurovíziós Dalfesztiválon.
Az Eurovíziós Dalfesztiválon a dalt először a május 20-án rendezett második elődöntőben adják elő, a fellépési sorrendben másodikként, a San Marinó-i Senhit Adrenalina című dala után és a cseh Benny Cristo omaga című dala előtt. Az elődöntőben a nézői szavazatok és a nemzetközi zsűrik pontjai alapján nem került be a dal a május 22-én megrendezésre került döntőbe. Összesítésben 58 ponttal a 13. helyen végzett.